# 阿尔夫特 (北莱茵-威斯特法伦州)
阿尔夫特是德国北莱茵-威斯特法伦州莱茵-锡格县的一个市镇，位于波恩以西6公里。总面积34.78平方公里，总人口22988人，其中男性11140人，女性11848人（2011年12月31日），人口密度661人/平方公里。